# Андрій Олександрович
Андрій Олександрович, Андрій Городецький (бл. 1255 — 27 липня 1304) — князь Костромський (1276-1293, 1296—1304), Великий князь Владимирський (1281—1283, 1294—1304), князь Новгородський (1281—1285, 1292—1304), князь Городецький (1264—1304).
З роду Рюриковичів, третій син Олександра Невського. За заповітом батька отримав у спадок виділене зі складу Суздальського Городецьке князівство, яке залишалося в його володінні до самої смерті.
За висловом історика Н. Карамзіна, «Ніхто з князів Мономахова роду не зробив більше зла Вітчизні, ніж сей недостойний син Невського».

## Біографія
У 1281, скориставшись чварами між старшим братом Дмитром Олександровичем та новгородцями, Андрій вирішив виступити проти брата. Він поспішив в Орду і за багаті дари отримав у хана Менгу-Тимура ярлик на велике князювання та татарське військо. Але князь Дмитро Переяславський не захотів поступатися владою, здійснив поїздку в табір Ногая та приніс йому клятву вірності. Ногай, протидіючи Великому хану, підтвердив повноваження Дмитра і дав йому в підкріплення сильний загін.
У 1281 князь Андрій з татарськими загонами хана Менгу-Тимура скоїв набіги на землі Мурома, Володимира, Юр'єва, Суздаля, Переяславля, Ростова та Твері, проте, не зумівши здолати Дмитра Переяславського, на запрошення новгородців відправився княжити в Новгород.
Після 1283 відбулося примирення Андрія з братом Дмитром, якому він поступився великим князюванням, після чого вони разом ходили на Новгород, примусивши його підкоритися Володимирському князю (1284). Але в 1285 Андрій знову пішов на Русь з татарським військом. Дмитро вивів полки назустріч, «побіг царевич в Орду», а багато бояр Андрія потрапило в полон.
У 1293 новий золотоординський хан Токта знову направив війська на чолі зі своїм братом Туданом («Дюденем») проти Дмитра. Володимир та Москва були розграбовані, а селища навколо них розорені (окремий загін на чолі з Тохта-Тимуром («Тахтаміром») розграбував тверські землі, що належали союзнику Дмитра — Михайлу Ярославичу. Андрій утвердився на велике князювання, Дмитро втік у Псков, але незабаром повернувся до Твері, де помер в 1294.
У 1301 Андрій командував з'єднаною дружиною з новгородців та карелів на чолі з валитом в поході на Неву, внаслідок якого в гирлі Неви була взята та зрита шведська кам'яно-дерев'яна фортеця Ландскрона з 8 вежами, побудована шведами за рік до того за сприяння італійських фортифікаторів. У цьому ж році брав участь у Дмитрівському з'їзді руських князів.
Похований у Городці.

## Родина
Князь одружився у 1294 на Василісі — дочці ростовського князя Дмитра Борисовича.
Сини:
- Борис († 25 лютого 1303) — князь костромський[3].
- Михайло[4][5]
- Юрій[6]

Всі сини померли ще за життя Андрія Олександровича.